# Bžany (Tschechien)
Bžany, bis 1921 Vebžany (deutsch Webeschan) ist eine Gemeinde in Tschechien. Sie liegt acht Kilometer südöstlich des Stadtzentrums von Teplice und gehört zum Okres Teplice.

## Geographie
Bžany befindet sich in den nordwestlichen Ausläufern des Böhmischen Mittelgebirges rechtsseitig der Bílina an deren Zufluss Luční potok. Nördlich erhebt sich der Bžanský vrch (Webeschaner Berg, 293 m) und im Nordosten der Chotyně (273 m) mit der wüsten Burg Paradies. Am südlichen Ortsrand von Bžany liegen die Restlöcher der Braunkohlengrube Karolína. Im Norden führt die Eisenbahn Lovosice-Teplice am Dorf vorbei, nächste Bahnhalt "Hradiště v Čechách" ist 500 m außerhalb von Bžany. Ebenfalls nördlich verläuft die Europastraße 55 / Staatsstraße 8.
Nachbarorte sind Úpořiny, Kozlíky und Velvěty im Norden, Rtyně nad Bílinou im Nordosten, Žalany im Osten, Lelov im Südosten, Bukovice und Mošnov im Süden, Lhenice und Úpoř im Südosten, Němečky, Ohníč und Hradiště im Osten sowie Lysec im Nordosten.

## Geschichte
Die erste urkundliche Erwähnung von Bžany erfolgte im Jahre 1303.
Zu Beginn des 19. Jahrhunderts erwarb Edmund Moritz von Clary-Aldringen Bžany und schloss es seiner Fideikommissherrschaft Teplice an. Der Ort war bis ins 19. Jahrhundert landwirtschaftlich geprägt, es wurde auch Hopfenbau betrieben. Im Jahre 1830 begann der Abbau von Braunkohle auf der Grube Arnold bei Webeschan und Ratsch.
Nach der Aufhebung der Patrimonialherrschaften bildete Webeschan/Vebžany ab 1850 einen Ortsteil der Gemeinde Kladrob/Kradrob im Bezirk Teplice. Ab 1910 wurde Webeschan eine selbstständige Gemeinde, zu der der Ortsteil Ratsch/Hradiště gehörte. 1921 erfolgte die Änderung des tschechischen Ortsnamens in Bžany. Die Gemeinde Webeschan hatte 1930 einschließlich von Ratsch 869 Einwohner, die größtenteils Deutsche waren. Nach dem Münchner Abkommen wurde die Gemeinde dem Deutschen Reich zugeschlagen und gehörte von 1939 bis 1945 zum Landkreis Teplitz-Schönau. 1939 lebten in Webeschan 812 Menschen. Nach dem Ende des Zweiten Weltkrieges kam der Ort zur Tschechoslowakei zurück und die deutschen Bewohner wurden vertrieben. Bis 1953 erfolgte auf den Gruben Karolína II und Přemysl der Abbau von Braunkohle. 1961 erfolgte die Eingemeindung von Lhenice einschließlich der Ortsteile Bukovice und Mošnov. 1980 kam noch Lysec mit Lbín und Pytlíkov hinzu.

## Gemeindegliederung
Die Gemeinde Bžany besteht aus den Ortsteilen Bukovice (Bukowitz), Bžany (Webeschan), Hradiště (Ratsch), Lbín (Welbine), Lhenice (Welhenitz), Lysec (Ließnitz), Mošnov (Moschen) und Pytlíkov (Pittling). Grundsiedlungseinheiten sind Bukovice, Bžany, Hradiště, Lbín, Lhenice, Lysec und Mošnov. Das Gemeindegebiet gliedert sich in die Katastralbezirke Bžany, Lhenice u Bžan und Lysec.

## Sehenswürdigkeiten
- Feste Hradiště, der 1531 unter den Ledvický von Chanov errichtete Renaissancebau wurde später zu einem Speicher umgestaltet
- Kirche St. Laurentius in Hradiště, erbaut im 15. Jahrhundert
- Speicher in Bžany, erbaut um 1800
- Kapelle der Jungfrau Maria in Bžany, erbaut 1834 von Anton Frank
- Kapelle der Jungfrau Maria in Bukovice, errichtet 1840
- Kapelle des Hl. Johannes von Nepomuk in Lhenice, in dem 1894 errichteten Gebäude ist auch das Spritzenhaus untergebracht
- Kapelle in Mošnov, errichtet 1870
- Kapelle des Hl. Antonius in Lbín aus dem Jahre 1800
- Kapelle des Hl. Antonius in Pytlíkov, errichtet 1777
- Kapelle in Lysec
- Gut Mošnov aus der Zeit nach 1800
- Wassermühle Bukovický mlýn bei Bukovice
- steinerne Brücke über die Bílina in Lbín, errichtet nach 1750